# Начальник Генерального штабу ЗС СРСР
Начальник Генерального штабу ЗС СРСР — одна з вищих військових посад в Збройних Силах СРСР. Начальник Генштабу ЗС СРСР займав також посаду першого заступника Міністра оборони СРСР (з 1953).

## Повноваження начальника Генштабу
- Оперативне управління Збройними силами;
- Переведення Збройних сил на організацію і склад воєнного часу і організація їх застосування;
- Координація діяльності органів виконавчої влади, що здійснюють управління іншими військами і військовими формуваннями, з реалізації планів будівництва і розвитку інших військ і військових формувань;
- Організація перевірок бойової та мобілізаційної готовності Збройних сил, а також здійснення контролю за станом мобілізаційної готовності інших військ, військових формувань і органів;
- Внесення пропозицій про висновків міжнародних договорів з військових питань;
- Затвердження положення про підрозділи, що входять до структури Генерального штабу;

## Начальники Генерального штабу ЗС СРСР

### Начальники Всеросійського головного штабу Революційної військової ради Республіки
| # | Фото | Ім'я (роки життя)                                              | Військове звання | Коротка біографія | Термін в посаді                   |
| - | ---- | -------------------------------------------------------------- | ---------------- | --- | --------------------------------- |
| 1 |      | Стогов Микола Миколайович (10 вересня 1873 — 7 грудня 1959)    | —                | Генерал-лейтенант російської імператорської армії. Брав участь у Першій світовій 1914–1918 і Громадянській війнах. У Червоній армії з січня 1918. З 8 травня по 2 серпня 1918 був першим начальником Всеросійського головного штабу Революційної військової ради Республіки. Заарештовувався ЧК (жовтень-листопад 1918). З 25 листопада 1918 року в системі Головархіву. Згодом перейшов на бік Білого руху, бився з більшовиками на півдні Росії та в Криму. Емігрував до Югославії, потім до Парижу, де помер у 1959 році. | (8 травня — 2 серпня 1918)        |
| 2 |      | Свєчин Олександр Андрійович (29 серпня 1878 — 29 липня 1938)   | —                | Генерал-лейтенант російської імператорської армії. Учасник Російсько-японської, Першої світової 1914–1918 і Громадянської війн. У Червоній армії з березня 1918. З серпня по жовтень 1918 — начальник Всеросійського головного штабу Революційної військової ради Республіки. Пізніше викладач у військовій академії РСЧА. Один з найвидатніших військових теоретиків свого часу. Автор видатної праці «Стратегія». Найвище військове звання в РСЧА комдив. Неодноразово заарештовувався. Засуджений за звинуваченням в участі у контрреволюційній організації, підготовці терористів. 29 липня 1938 розстріляний і похований на «Комунарці» (Московська область). Реабілітований у 1956.                          | (2 серпня — 22 жовтня 1918)       |
| 3 |      | Раттель Микола Йосипович (3 (15) грудня 1875 — 3 березня 1939) | —                | Генерал-майор російської імператорської армії. Учасник Російсько-японської, Першої світової 1914–1918 і Громадянської війн. У Червоній армії з березня 1918. З жовтня 1918 до лютого 1921 начальник Всеросійського головного штабу Революційної військової ради Республіки. З червня 1920 голова Військово-законодавчої ради за РВС Республіки та член Особливої ради при Головкомі. З 1925 в резерві РСЧА з відрядження для роботи в промисловості. Найвище військове звання в РСЧА комдив. Неодноразово заарештовувався. Засуджений за звинуваченням в участі у контрреволюційній терористичній організації. 3 березня 1939 розстріляний і похований на «Комунарці» (Московська область). Реабілітований у 1956. | (22 жовтня 1918 — 10 лютого 1921) |

### Начальники Польового штабу Революційної військової ради Республіки
| # | Фото | Ім'я (роки життя)                                                           | Військове звання | Коротка біографія | Термін в посаді                   |
| - | ---- | --------------------------------------------------------------------------- | ---------------- | --- | --------------------------------- |
| 1 |      | Раттель Микола Йосипович (3 (15) грудня 1875 — 3 березня 1939)              | —                | Генерал-майор російської імператорської армії. З вересня по жовтень 1918 начальник Польового штабу Революційної військової ради Республіки. Неодноразово заарештовувався. Засуджений за звинуваченням в участі у контрреволюційній терористичної організації. 3 березня 1939 розстріляний і похований на «Комунарці» (Московська область). Реабілітований у 1956. | (6 вересня — 21 жовтня 1918)      |
| 2 |      | Костяєв Федір Васильович (8 (20) лютого 1878 — 27 вересня 1925)             | —                | Генерал-майор російської імператорської армії. Учасник Російсько-японської, Першої світової 1914–1918 і Громадянської війн. У Червоній армії з березня 1918. З жовтня 1918 до червня 1919 начальник Польового штабу Революційної військової ради Республіки. З вересня 1919 на викладацькій роботі у Військовій академії: викладач статистики та географії, потім завідувач кафедрою військової географії та служби Генерального штабу, професор. Автор ряду наукових праць. Неодноразово заарештовувався. Помер у Москві. | (21 жовтня 1918 — 18 червня 1919) |
| 3 |      | Бонч-Бруєвич Михайло Дмитрович (24 лютого (8 березня) 1870 — 3 серпня 1956) | —                | Генерал-майор російської імператорської армії і генерал-лейтенант Червоної армії. Учасник Першої світової і Громадянської війн. Першій генерал російської армії, що перейшов на бік більшовиків. У Червоній армії з лютого 1918. У червні-липні 1919 начальник Польового штабу Революційної військової ради. Потім працював у Військово-історичній комісії з дослідження і використання досвіду Першої світової війни. З 1920-го по 1934 перебував у розпорядженні РВС СРСР. У 1931 піддавався репресіям по так званій справі «Весна». З 1934 по 1937 перебував у резерві РСЧА. Автор низки наукових праць. Доктор військових та технічних наук, професор, письменник. Помер у Москві. | (18 червня — 22 липня 1919)       |
| 4 |      | Лебедєв Павло Павлович (21 квітня (3 травня) 1872 — 2 липня 1933)           | —                | Генерал-майор російської імператорської армії. Учасник Першої світової і Громадянської війн. У Червоній армії з травня 1918 року. З 22 липня 1919 по 10 лютого 1921 начальник Польового штабу Революційної військової ради. У 1922—1924 роки за сумісництвом начальник Військової академії. У 1924—1925 роки перебував на посаді радника для особливо важливих доручень при РВР СРСР. З 1925 по 1933 начальник штабу і помічник командувача військами Українського військового округу. Помер у Харкові. | (22 липня 1919 — 10 лютого 1921)  |

### Начальники Штабу РСЧА
| # | Фото | Ім'я (роки життя)                                                          | Військове звання         | Коротка біографія | Термін в посаді                 |
| - | ---- | -------------------------------------------------------------------------- | ------------------------ | --- | ------------------------------- |
| 1 |      | Лебедєв Павло Павлович (21 квітня (3 травня) 1872 — 2 липня 1933)          | —                        | Генерал-майор російської імператорської армії. З 10 лютого 1921 по квітень 1924 начальник Штабу РСЧА. З 1925 по 1933 начальник штабу і помічник командувача військами Українського військового округу. Помер у Харкові. | (10 лютого 1921 — квітень 1924) |
| 2 |      | Фрунзе Михайло Васильович (21 січня (2 лютого) 1885 — 31 жовтня 1925)      | —                        | Учасник революційного руху в Російській імперії у складі партії більшовиків. У Червоній армії з лютого 1918 року. Один з найвидатніших воєначальників Червоної армії під час Громадянської війни, військовий теоретик. З 26 січня до 31 жовтня 1925 Народний Комісар з військових та морських справ СРСР. З лютого 1922 до березня 1924 — заступник голови Раднаркому УСРР, одночасно працював заступником голови Української економічної ради. Керував боротьбою проти повстанського руху в Україні. З квітня 1924 до січня 1925 призначений Начальником штабу РСЧА і начальником Військової академії. З лютого 1925 — член Ради праці і оборони СРСР. Помер від пептичної виразки у Москві. | (квітень 1924 — 26 січня 1925)  |
| 3 |      | Каменєв Сергій Сергійович (4 (16) квітня 1881 — 25 серпня 1936)            | —                        | Полковник російської імператорської армії і командарм 1-го рангу РСЧА. Учасник Першої світової і Громадянської війн. У Червоній армії з квітня 1918. З 14 березня 1918 по 28 серпня 1919 Народний Комісар з військових та морських справ РРФСР. З серпня 1918 — військовий керівник Західної ділянки загонів завіси. З серпня 1918 по липень 1919 командувач військами Східного фронту. Керував наступом Червоної армії на Волзі та Уралі. З липня 1919 по квітень 1924 — Головнокомандувач Збройними силами Республіки. У травні 1927 призначений заступником наркома з військових і морських справ. Теоретик військової історії та теорії військової справи. Помер у Москві. | (26 січня — листопад 1925)      |
| 4 |      | Тухачевський Михайло Миколайович (4 (16) лютого 1893 — 12 червня 1937)     | —                        | Підпоручик російської імператорської армії і один з перших маршалів Радянського Союзу. Учасник Першої світової і Громадянської війн. У Червоній армії з березня 1918. З травня 1918 військовий комісар оборони Московського району, у червні — грудні командував 1-ю армією Східного фронту. У грудні 1918 — січні 1919 помічник командувача Південним фронтом, у січні — березні 1919 командувач 8-ю армією Південного фронту, з квітня по листопад — командувач 5-ю армією. У січні — квітні 1920 — командувач Кавказьким фронтом. У квітні 1920 — серпні 1921 під час радянсько-польської війни командував Західним фронтом, зазнав нищівну поразку під Варшавою. Керував придушенням Кронштадтського та Тамбовського повстань. Після Громадянської війни призначений начальником Військової академії РСЧА, з січня 1922 по квітень 1924 — командувач Західним фронтом. Помічник, а з листопада 1925 по травень 1928 начальник Штабу РСЧА, брав активну участь у проведенні військової реформи 1924—1925. З травня 1928 командувач військами Ленінградського військового округу. З 1931 заступник наркома по військових і морських справах і голови Реввійськради СРСР, начальник озброєнь РСЧА, з 1934 заступник наркома оборони, з 1936 перший заступник наркома оборони і начальник управління бойової підготовки. 11 травня 1937 був знятий з посади першого заступника наркома оборони і призначений командувати військами Приволзького військового округу. Згодом заарештований та засуджений за звинуваченням в участі у контрреволюційній організації за «справою Тухачевського». 12 червня 1937 розстріляний. Реабілітований у 1957. | (листопад 1925 — травень 1928)  |
| 5 |      | Шапошников Борис Михайлович (20 вересня (2 жовтня) 1882 — 26 березня 1945) | —                        | Полковник російської імператорської армії і Маршал Радянського Союзу. Учасник Першої світової і Громадянської війн. У Червоній армії з травня 1918. З жовтня 1919 працював у Польовому штабі Реввійськради Республіки. Брав участь у розробці планів операцій по розгрому Юденича, Денікіна, Польщі, Врангеля. У 1921—1925 перший помічник начальника штабу РСЧА. У 1925—1928 командував військами Ленінградського і Московського військових округів. З травня 1928 до червня 1931 начальник штабу РСЧА. У 1931-32 командувач військами Приволзького військового округу, в 1932-35 начальник і військовий комісар Військової академії ім. М. В. Фрунзе, в 1935-37 командувач військами Ленінградського військового округу. У 1937—1940 начальник Генштабу і заступник наркома оборони. З серпня 1940 по липень 1941 заступник наркома оборони. Під час німецько-радянської війни з липня 1941 по травень 1942 начальник Генштабу, з травня 1942 по червень 1943 заступник наркома оборони, в 1943—1945 начальник Вищої військової академії ім. К. Е. Ворошилова. Один з найвидатніших радянських військових теоретиків. Автор книги «Мозок армії». «Патріарх» Генерального штабу. Професор. Помер у Москві. | (травень 1928 — червень 1931)   |
| 6 |      | Єгоров Олександр Ілліч (13 (25) жовтня 1883 — 23 лютого 1939)              | Маршал Радянського Союзу | Полковник російської імператорської армії і один з перших маршалів Радянського Союзу. Учасник Першої світової і Громадянської війн. У Червоній армії з лютого 1918. З серпня 1918 командувач 9-ю армією, з грудня 1918 по травень 1919 — командувач 10-ю армією. З липня 1919 командувач 14-ю армією на Лівобережній Україні. У жовтні 1919 очолив Південний фронт, а у січні-грудні 1920р — і Південно-Західний Фронт. З січня 1921 — командувач військами Київського військового округу, з квітня — командувач військами Петроградського ВО, одночасно, з вересня 1921 по січень 1922 — командувач військами Західного Фронту. У 1922 — 1924 роках командував Кавказькою Червонопрапорною армією. З квітня 1924 по березень 1925 — командувач військами Українського військового округу. У 1925—1926 був військовим аташе в Китаї. З травня 1926 по травень 1927 — заступник начальника військово-промислового управління ВРНГ СРСР. У травні 1927 — квітні 1931 — командувач військами Білоруського військового округу. З червня 1931 по вересень 1935 — начальник Штабу РСЧА. | (червень 1931 — вересень 1935)  |

### Начальники Генерального штабу РСЧА
| # | Фото | Ім'я (роки життя)                                                           | Військове звання         | Коротка біографія | Термін в посаді                    |
| - | ---- | --------------------------------------------------------------------------- | ------------------------ | --- | ---------------------------------- |
| 1 |      | Єгоров Олександр Ілліч (13 (25) жовтня 1883 — 23 лютого 1939)               | Маршал Радянського Союзу | Полковник російської імператорської армії і один з перших маршалів Радянського Союзу. З вересня 1935 по травень 1937 — начальник Генерального Штабу РСЧА. У травні 1937 призначений першим заступником наркома оборони СРСР. З січня 1938 — командувач військами Закавказького військового округу. Заарештовано 27 березня 1938 за звинуваченням у «шпигунстві, підготовці терористичних актів і участі в контрреволюційній організації» та засуджений до розстрілу. Розстріляний 23 лютого 1939. 14 березня 1956 реабілітований. | (вересень 1935 — 10 травня 1937)   |
| 2 |      | Шапошников Борис Михайлович (20 вересня (2 жовтня) 1882 — 26 березня 1945)  | Командарм першого рангу  | Полковник російської імператорської армії і Маршал Радянського Союзу. У 1937—1940 начальник Генштабу і заступник наркома оборони. З серпня 1940 по липень 1941 заступник наркома оборони. Під час німецько-радянської війни з липня 1941 по травень 1942 начальник Генштабу, з травня 1942 по червень 1943 заступник наркома оборони, в 1943—1945 начальник Вищої військової академії ім. К. Е. Ворошилова. Один з найвидатніших радянських військових теоретиків. Автор книги «Мозок армії». «Патріарх» Генерального штабу. Професор. Помер у Москві. | (10 травня 1937 — серпень 1940)    |
| 3 |      | Мерецков Кирило Панасович (26 травня (7 червня) 1897 — 30 грудня 1968)      | Генерал армії            | Маршал Радянського Союзу, Герой Радянського Союзу. Учасник Громадянської війни. У Червоній армії з травня 1918 року. У Громадянську війну комісаром загону, помічником начальника штабу бригади та дивізії. Воював на Східному, Південному та Західному фронтах. У 1921 закінчив Військову академію РСЧА і призначений начальником штабу 1-ї Томської кавалерійської дивізії. З лютого 1923 — помічник начальника штабу 15-го стрілецького корпусу. З листопада 1923 — начальник штабу 9-ї Донської стрілецької дивізії. З червня 1924 по квітень 1932 служив у штабі Московського військового округу. З квітня 1930 командир і воєнком 14-ї стрілецької дивізії. З 1931 начальник штабу Московського військового округу, а з квітня 1932 — Білоруського військового округу. З грудня 1934 — начальник штабу Особливої Червонопрапорної Далекосхідної армії. У 1936—1937 військовий радник в Іспанії. З червня 1937 — заступник начальника Генерального штабу РСЧА. З вересня 1938 — командувач військами Приволзького військового округу. З січня 1939 — командувач військами Ленінградського військового округу. Під час Зимової війни 1939—1940 командував 7-ю армією. З червня 1940 — заступник народного комісара оборони СРСР. У серпні 1940 — січні 1941 — начальник Генерального штабу РСЧА, потім заступник Народного комісара оборони СРСР з бойової підготовки. 23 червня 1941 був заарештований за «участь у антирадянській військовій змовницькій організації». Утримувався в Лефортовській в'язниці. У вересні звільнений та призначений командувачем 7-ю армією, а з листопада 1941 командувач 4-ї окремої армії. З грудня 1941 командувач Волховського фронту, 33-ю армією та Карельського фронту. З березня 1945 командувач Приморською групою військ Далекосхідного фронту. У радянсько-японській війні командувач I-м Далекосхідним фронтом. Після війни командувач військами Приморського, Московського, Біломорського та Північного військових округів. У 1955—1956 начальник Вищих командних курсів «Вистріл». Помер у Москві. | (серпень 1940 — січень 1941)       |
| 4 |      | Жуков Георгій Костянтинович (19 листопада (1 грудня) 1896 — 18 червня 1974) | Генерал армії            | Унтер-офіцер російської імператорської армії і Маршал Радянського Союзу. Чотириразовий Герой Радянського Союзу. Учасник Першої світової і Громадянської війн. У Червоній армії з серпня 1918. У Громадянську війну воював на Східному, Західному та Південному фронтах. Восени 1920 закінчив Рязанські кавалерійські курси, призначений командиром взводу, потім ескадрону; в грудні 1920 — серпні 1921 брав участь у придушенні селянського повстання на Тамбовщині. З травня 1923 командир 39-го полку 7-ї Самарської кавалерійської дивізії. Потім був помічником інспектора кавалерії Червона армія, командиром 4-ї кавалерійської дивізії (1933—1937), 3-го і 6-го кавалерійського корпусу, з липня 1938 — заступник командувача БВО. З 5 червня 1939 командувач 1-ю армійською групою радянських військ у МНР, у серпні 1939 розгромили японську Квантунську армію на річці Халхін-Гол. З червня 1940 по січень 1941 командувач військами Київського особливого військового округу (КОВО).З 1 лютого 1941 до 29 липня 1941 начальник Генерального штабу РСЧА. 29 липня 1941 його було знято з посади Начальника Генерального штабу та призначено командувачем Резервним фронтом. З 26 серпня 1942 заступник Верховного Головнокомандувача, з 27 серпня 1942 — перший заступник народного комісара оборони, командував фронтами: Резервним, Ленінградським, Західним, 1-м Українським, 1-м Білоруським. Після війни з червня 1945 по 21 березня 1946 Головнокомандувач Групою радянських окупаційних військ у Німеччині та Головний начальник Радянської військової адміністрації окупованої Німеччини, з 21 березня по 3 червня 1946 — Головнокомандувач Сухопутними військами і заступник міністра Збройних Сил по сухопутних військах. Був знятий з цього посту і призначений на командування по 4 лютого 1948 — військами Одеського і по 16 березня 1953 — Уральського військових округів. З 16 березня 1953 по 9 лютого 1955 — Перший заступник міністра оборони СРСР. З лютого 1955 по жовтень 1957 — Міністр оборони СРСР. Керівник придушення угорського повстання. У березні 1958 звинувачений у прагненні до бонапартизму і звільнений у відставку. Помер у Москві. | (січень 1941 — 29 липня 1941)      |
| 5 |      | Шапошников Борис Михайлович (20 вересня (2 жовтня) 1882 — 26 березня 1945)  | Маршал Радянського Союзу | Полковник російської імператорської армії і Маршал Радянського Союзу. Під час німецько-радянської війни з липня 1941 по травень 1942 начальник Генштабу, з травня 1942 по червень 1943 заступник наркома оборони, в 1943—1945 начальник Вищої військової академії ім. К. Е. Ворошилова. Один з найвидатніших радянських військових теоретиків. Автор книги «Мозок армії». «Патріарх» Генерального штабу. Професор. Помер у Москві. | (29 липня 1941 — 11 травня 1942)   |
| 6 |      | Василевський Олександр Михайлович (18 (30) вересня 1895 — 5 грудня 1977)    | Маршал Радянського Союзу | Штабс-капітан російської імператорської армії і Маршал Радянського Союзу. Двічі Герой Радянського Союзу. Учасник Першої світової і Громадянської війн. У Червоній армії з квітня 1919. За часів Громадянської війни командував ротою, батальйоном, полком. Після війни начальник дивізійної школи, командир стрілецького полку, помічник начальника відділу Управління бойової підготовки РСЧА і начальник відділу бойової підготовки Приволзького військового округу. Закінчив Академію Генштабу (1937), служив в Генштабі — з травня 1940 заступник начальника, з серпня 1941 начальник Оперативного управління, заступник і перший заступник начальника Генштабу. З червня 1942 начальник Генштабу і заступник наркома оборони. У лютому 1945 введений в Ставку Верховного Головнокомандування і призначений командувачем 3-м Білоруським фронтом. У червні 1945 призначений Головнокомандувачем радянськими військами на Далекому Сході і керував ними в радянсько-японській війні. З 1946 начальник Генштабу і перший заступник міністра оборони, з 1949 міністр Збройних Сил СРСР, у 1950—1953 військовий міністр, в 1953—1957 перший заступник і заступник міністра оборони. Помер у Москві. | (26 червня 1942 — лютий 1945)      |
| 7 |      | Антонов Олексій Інокентійович (15 (28) вересня 1896 — 18 червня 1962)       | Генерал армії            | Прапорщик російської імператорської армії і Генерал армії. Учасник Першої світової і Громадянської війн. У Червоній армії з квітня 1919. За часів Громадянської війни помічник начальника штабу дивізії (Південний фронт), начальник штабу бригади. Після війни на штабній роботі. З жовтня 1934 — начальник штабу дивізії Могилів-Ямпільського укріпленого району Українського військового округу; з серпня 1935 — начальник оперативного відділу штабу Харківського військового округу. З червня 1937 начальник штабу Московського військового округу. У 1931 закінчив Військову академію ім. М. В. Фрунзе, в 1933 — Оперативний факультет академії, а в 1937 — 1-й курс Академії Генштабу. У 1938—1941 старший викладач і заступник начальника кафедри загальної тактики Військової академії РСЧА. З березня 1941 заступник начальника штабу Київського Особливого військового округу, а з 24 червня 1941 начальник штабу округу, з 27 серпня 1941 — начальник штабу Південного фронту. З 28 липня по 3 серпня 1942 — начальник штабу Північно-Кавказького фронту; 3 вересня — 22 листопада — начальник штабу Чорноморської групи військ, 22 листопада — 14 грудня 1942 — начальник штабу військ Закавказького фронту. 14 грудня 1942 призначений начальником Оперативного управління Генштабу. З 20 травня 1943 перший заступник начальника Генштабу. З 17 лютого 1945 начальник Генерального штабу. У 1945 військовий представник Радянської делегації на Кримській і Потсдамській конференціях. З березня 1946 знову 1-й заступник начальника Генштабу. У 1948—1954 — 1-й заступник і командувач військами Закавказького військового округу. З квітня 1954 — 1-й заступник начальника Генштабу, а з травня 1955 одночасно начальник штабу Об'єднаних збройних сил Організації Варшавського договору. Помер у Москві. | (17 лютого 1945 — 22 березня 1946) |

### Начальники Генерального штабу Збройних сил СРСР
| #  | Фото | Ім'я (роки життя)                                                        | Військове звання         | Коротка біографія | Термін в посаді                       |
| -- | ---- | ------------------------------------------------------------------------ | ------------------------ | --- | ------------------------------------- |
| 1  |      | Василевський Олександр Михайлович (18 (30) вересня 1895 — 5 грудня 1977) | Маршал Радянського Союзу | Штабс-капітан російської імператорської армії і Маршал Радянського Союзу. Двічі Герой Радянського Союзу. З березня 1946 начальник Генштабу і перший заступник міністра оборони, з 1949 міністр Збройних Сил СРСР, у 1950—1953 військовий міністр, у 1953—1957 перший заступник і заступник міністра оборони. Помер у Москві. | (22 березня 1946 — 12 листопада 1948) |
| 2  |      | Штеменко Сергій Матвійович (7 (20) лютого 1907 — 23 квітня 1976)         | Генерал армії            | Генерал армії. У Червоній армії з квітня 1919. У 1930 закінчив Севастопольську школу зенітної артилерії. У 1930—1931 командир взводу розвідки, в 1931—1932 командир і політрук батареї, в 1932—1933 начальник штабу артилерійського дивізіону, 1-й помічник начальника штабу зенітно-артилерійського полку. У 1933—1937 у Військовій академії моторизації і механізації РСЧА, з грудня 1937 — командир окремого навчального важкого танкового батальйону (Київський ВО). У 1938—1940 в Академії Генштабу РСЧА. З 1940 працював у Генштабі РСЧА на різних посадах. З квітня 1943 заступник начальника, з травня 1943 — начальник Оперативного управління ГШ, одночасно з лютого 1945 заступник начальника Генштабу. З 12 листопада 1948 по 17 червня 1952 заступник міністра Збройних Сил СРСР — начальник Генштабу. У червні 1952 — березні 1953 начальник штабу ГРВН, 1-й заступник начальника Генштабу, начальник штабу Західно-Сибірського (з 1956 — Сибірського) військового округу. 31 серпня 1956 — 28 жовтня 1957 начальник ГРУ — заступник начальника Генштабу ЗС СРСР з розвідки. У 1957—1959 перебував у розпорядженні Генштабу. Потім 1-й заступник командувача військами Приволзького, з червня 1961 — Закавказького ВО, з 6 липня 1962 — Начальник Головного штабу — 1-й заступник Головкома Сухопутних військ. З 1964 начальник Головного організаційно-мобілізаційного управління — заступник начальника Генштабу, з 3 серпня 1968 — начальник штабу ОЗС держав-учасників Варшавського Договору — 1-й заступник начальника Генштабу. Помер у Москві. | (12 листопада 1948 — 17 червня 1952)  |
| 3  |      | Соколовський Василь Данилович (9 (21) липня 1897 — 10 травня 1968)       | Маршал Радянського Союзу | Маршал Радянського Союзу. Герой Радянського Союзу. У Червоній армії з лютого 1918. За часів Громадянської війни командир роти, помічник командира полку, командир полку, потім по червень 1919 — слухач Військової академії РСЧА, по грудень 1919 — старший помічник начальника штабу дивізії і командира бригади, по червень 1920 — слухач академії, по листопад 1920 — начальник штабу дивізії, по жовтень 1921 — знову слухач академії і по квітень 1922 — помічник начальника оперативного управління Туркестанського фронту, по жовтень 1926 — начальник штабу дивізії, по липень 1930 — начальник штабу стрілецького корпусу, по січень 1935 — командир стрілецької дивізії, по травень 1935 — заступник начальника штабу округу, по лютий 1941 — начальник штабу Уральського і Московського військових округів. З лютого 1941 заступник начальника Генерального штабу. У німецько-радянську війну — начальник штабу Західного фронту (липень 1941 — січень 1942 і травні 1942 — лютий 1943), начальник штабу військ Західного напрямку (липень-вересень 1941, лютий-травень 1942). З лютого 1943 — командувач Західним фронтом. З квітня 1944 — начальник штабу 1-го Українського фронту, з квітня 1945 — заступник командувача 1-м Білоруським фронтом. Після війни заступник, а з березня 1946 до березня 1949 Головнокомандувач Групою радянських окупаційних військ у Німеччині та Головний начальник Радянської військової адміністрації окупованої Німеччини. З березня 1949 1-й заступник військового міністра СРСР. З червня 1952 по квітень 1960 начальник Генерального штабу — 1-й заступник міністра оборони СРСР. Помер у Москві. | (17 червня 1952 — квітень 1960)       |
| 4  |      | Захаров Матвій Васильович (5 (17) серпня 1898 — 31 січня 1972)           | Маршал Радянського Союзу | Маршал Радянського Союзу. Двічі Герой Радянського Союзу. У Червоній армії з лютого 1918. За часів Громадянської війни командував артилерійською батареєю, був командиром артилерійського дивізіону, начальником артилерійського постачання стрілецької дивізії, помічником начальника штабу бригади з оперативної частини. В 1924 закінчив Харківські повторні курси комскладу, в 1928 — факультет постачання Військової академії імені М. В. Фрунзе, в 1933 — її оперативний факультет, у 1937 — Військову академію Генерального штабу. До 1925 у штабі стрілецької дивізії. У червні 1928 — листопаді 1932 на штабній роботі в Білоруському військовому окрузі. З липня 1933 по лютий 1936 начальник оперативного відділу штабу Білоруського військового округу. У лютому-жовтні 1936 командир стрілецького полку. Після академії з липня 1937 — начальник штабу Ленінградського військового округу. З травня 1938 — помічник начальника Генерального штабу РСЧА. З травня 1940 — начальник штабу Одеського військового округу. З липня 1941 — начальник штабу Головного командування військами Північно-Західного напрямку. З серпня 1941 — заступник начальника Головного управління Тилу Червоної Армії. З грудня 1941 року в посаді начальника штабу Калінінського (з грудня 1942), Резервного (з квітня 1943), Степового (з червня 1943), 2-го Українського (з жовтня 1943 по травень 1945) фронтів. З липня 1945 року — начальник штабу Забайкальського фронту. З жовтня 1945 — начальник Вищої військової академії. З січня 1949 — заступник начальника Генерального штабу з розвідки — начальник Головного розвідувального управління Генерального штабу. З липня 1952 — Головний інспектор Радянської Армії. З травня 1953 — командувач військами Ленінградського військового округу. З листопада 1957 — Головнокомандувач Групою радянських військ у Німеччині. З квітня 1960 — начальник Генерального штабу Збройних Сил СРСР. У березні 1963 понижений у посаді до начальника Військової академії Генерального штабу. В листопаді 1964 повторно призначений замість загиблого в авіаційній катастрофі С. Бірюзова начальником Генерального штабу Збройних Сил СРСР — першим заступником Міністра оборони СРСР. З вересня 1971 року — генеральний інспектор Групи генеральних інспекторів Міністерства оборони СРСР. Помер у Москві. | (квітень 1960 — березень 1963)        |
| 5  |      | Бірюзов Сергій Семенович (8 (21) серпня 1904 — 19 жовтня 1964)           | Маршал Радянського Союзу | Маршал Радянського Союзу. Герой Радянського Союзу. У Червоній армії з вересня 1922. Командир взводу (вересень 1926 — грудень 1929), командир роти (по червень 1930), начальник штабу навчального батальйону (по квітень 1932), командир батальйону (по червень 1934), начальник штабу стрілецької дивізії (жовтень 1937 — квітень 1938), начальник відділу в штабі Харківського військового округу (по серпень 1939). З серпня 1939 по квітень 1942 командир 132-ї стрілецької дивізії. Начальник штабу армії на Брянському фронті (з квітня по листопад 1942). З листопада 1942 по квітень 1943 — начальник штабу 2-ї гвардійської армії Сталінградського фронту. З квітня 1943 — начальник штабу Південного (згодом 4-го Українського) фронту. З жовтня 1944 — командувач 37-ю армією (по травень 1946) і головний військовий радник Болгарської армії. Після війни заступник Головнокомандувача Сухопутних військ з бойової підготовки (по червень 1946), заступник Головнокомандувача Південною групою військ і командувач 10-ї механізованої армією (по червень 1947), командувач військами Приморського військового округу (по травень 1953). Головнокомандувач Центральною групою військ (Австрія і Угорщина, 1953—1954), перший заступник Головнокомандувача військами ППО (1954—1955). У 1955—1962 Головнокомандувач військами ППО країни, одночасно заступник міністра оборони СРСР. З квітні 1962 Головнокомандувач Ракетних військ стратегічного призначення. У березні 1963 начальник Генерального штабу Збройних сил СРСР і перший заступник міністра оборони СРСР. Загинув в авіаційній катастрофі під Белградом | (березень 1963 — жовтень 1964)        |
| 6  |      | Захаров Матвій Васильович (5 (17) серпня 1898 — 31 січня 1972)           | Маршал Радянського Союзу | Маршал Радянського Союзу. Двічі Герой Радянського Союзу. В листопаді 1964 вдруге призначений начальником Генерального штабу Збройних Сил СРСР — першим заступником Міністра оборони СРСР замість загиблого в авіаційній катастрофі С. Бірюзова. З вересня 1971 року — генеральний інспектор Групи генеральних інспекторів Міністерства оборони СРСР. Помер у Москві. | (листопад 1964 — вересень 1971)       |
| 7  |      | Куликов Віктор Георгійович (1921–2013)                                   | Маршал Радянського Союзу | Маршал Радянського Союзу. Герой Радянського Союзу. У Червоній армії з 1939. Під час німецько-радянської війни бився в танкових частинах на Південно-Західному, Калінінському, 1-му Прибалтійському і 2-му Білоруському фронтах, командував ротою, був начальником штабу батальйону, бригади. З жовтня 1945 по листопад 1957 був командиром батальйону, заступником командира полку, командиром полку, начальником штабу і командиром дивізії. У 1947 закінчив Вищу бронетанкову школу, в 1953 — Військову академію імені М. В. Фрунзе, а в 1959 — Військову академію Генерального штабу. У 1959—1961 заступник командувача армією в Білоруському військовому окрузі. У 1961—1962 старший групи радянських військових спеціалістів у Республіці Гана. У 1962—1964 був першим заступник командувача, а в 1964—1967 — командувачем 6-ю загальновійськовою армією Ленінградського військового округу. У 1967—1969 командував військами Київського військового округу, в 1969—1971 Головнокомандувач Групи радянських військ у Німеччині. З вересня 1971 по 1977 — начальник Генерального штабу Збройних Сил СРСР — 1-й заступник міністра оборони СРСР. З січня 1977 по січень 1989 перший заступник Міністра оборони СРСР — головнокомандувач Об'єднаними збройними силами держав — учасників Варшавського Договору. Помер у Москві. | (вересень 1971 — 7 січня 1977)        |
| 8  |      | Огарков Микола Васильович (17 (30) жовтня 1917 — 23 січня 1994)          | Маршал Радянського Союзу | Маршал Радянського Союзу. Герой Радянського Союзу. У Червоній армії з 1938. Під час німецько-радянської війни на посаді полкового інженера брав участь у боях на Західному фронті. У вересні 1941 — березні 1942 — старший інженер з фортифікації в інженерному управлінні Карельського фронту. Згодом полковий інженер у стрілецькій дивізії і бригадний інженер 61-ї морської стрілецької бригади. З грудня 1942 помічник начальника штабу інженерних військ 32-ї армії, а з серпня 1943 помічник начальника оперативного відділу штабу інженерних військ фронту. З травня 1944 дивізійний інженер 122-й стрілецької дивізії на Карельському, а з листопада — 2-му, потім 3-му Українському фронтах. Після війни в штабі інженерних військ армії Прикарпатського і в інженерному управлінні Приморського військових округів. З 1948 начальник відділу оперативного управління штабу Головнокомандувача військами Далекого Сходу. З 1953 заступник начальника управління, а з 1955 начальник управління — заступник начальника штабу Далекосхідного військового округу. З 1959 по закінченні Військової академії Генштабу командир мотострілецької дивізії в ГРВН. З грудня 1961 начальник штабу — заступник (з липня 1963 перший заступник) командувача військами Білоруського військового округу. З грудня 1965 командувач військами Приволзького військового округу. З квітня 1968 — перший заступник начальника Генерального штабу ЗС СРСР. З березня 1974 заступник міністра оборони СРСР, а з січня 1977 начальник Генерального штабу Збройних Сил — перший заступник міністра оборони СРСР. У 1984—1988 — Головнокомандувач військами Західного напрямку. З 1988 по 1991 — Генеральний інспектор Міністерства оборони, з січня по вересень 1992 — радник начальника Генерального штабу Об'єднаних Збройних Сил Співдружності незалежних держав, до 4 лютого 1994 — радник при міністрі оборони Російської Федерації. Помер у Москві. | (7 січня 1977 — вересень 1984)        |
| 9  |      | Ахромеєв Сергій Федорович (5 травня 1923 — 24 серпня 1991)               | Маршал Радянського Союзу | Маршал Радянського Союзу. Герой Радянського Союзу. У Червоній армії з 1940. Під час німецько-радянської війни у липні-грудні 1941 року брав участь у боях за Ленінград у складі об'єднаного стрілецького батальйону курсантів військово-морського училища. Закінчив Астраханське піхотне училище (1942) і Вищу офіцерську школу самохідної артилерії бронетанкових і механізованих військ (1945). З жовтня 1942 по лютий 1943 командир взводу морської піхоти, потім ад'ютант, начальник штабу батальйону. З липня 1944 командував батальйоном автоматників самохідно-артилерійської бригади. Воював на Ленінградському, Сталінградському, Південному та 4-му Українському фронтах. Після війни, з червня 1945 року був заступником командира, а потім командиром танкового батальйону, начальником штабу і командиром танкового полку (з липня 1952 по серпень 1955). З грудня 1957 заступник командира, начальник штабу, а з грудня 1960 командир танкової дивізії в Білоруському військовому окрузі. З квітня 1964 командир навчальної танкової дивізії. У 1952 закінчив Військову академію бронетанкових і механізованих військ і в 1967 Військову академію Генерального штабу ЗС СРСР. З липня 1967 по жовтень 1968 — начальник штабу 8-ї танкової армії. З жовтня 1968 по травень 1972 — командувач 7-ю танковою армією. З травня 1972 по березень 1974 начальник штабу — перший заступник командувача військами Далекосхідного військового округу. З березня 1974 по лютий 1979 начальник Головного оперативного управління (ГОУ) Генерального штабу ЗС СРСР — заступник начальника Генерального штабу Збройних Сил СРСР. З лютого 1979 по вересень 1984 перший заступник начальника Генерального штабу Збройних Сил СРСР. З вересня 1984 по грудень 1988 начальник Генерального штабу Збройних Сил СРСР — перший заступник міністра оборони СРСР. З 1988 року радник голови Президії Верховної Ради СРСР, з травня 1989 радник голови Верховної Ради СРСР. З березня 1990 радник Президента СРСР М. С. Горбачова з військових справ. Покінчив життя самогубством після провалу ДКНС. | (вересень 1984 — грудень 1988)        |
| 10 |      | Мойсєєв Михайло Олексійович (22 січня 1939 — 18 грудня 2022)             | Генерал армії            | Генерал армії. У Радянській армії з 1958. З 1958 року — на строковій службі в танкових військах. Закінчив Далекосхідне танкове училище в 1962 році, після командував танковим взводом і танковою ротою в Групі радянських військ у Німеччині, танковою ротою в Прикарпатському військовому окрузі. У 1972 році закінчив Військову академію імені М. В. Фрунзе. З 1972 року — заступник командира танкового полку, начальник штабу — заступник командира танкового полку, командир танкового полку в Білоруському військовому окрузі. З 1976 року — заступник командира мотострілецької дивізії. З 5 квітня 1978 по 21 червня 1980 командир мотострілецької дивізії в Групі радянських військ у Німеччині. У 1982 році закінчив Військову академію Генерального штабу. З 1982 року — заступник командувача і командувач загальновійськовою армією в Далекосхідному військовому окрузі. З 1985 року — начальник штабу — перший заступник командувача військами Далекосхідного військового округу. З січня 1987 року — командувач військами Далекосхідного військового округу. З грудня 1988 року до 23 серпня 1991 — начальник Генерального штабу ЗС СРСР — перший заступник Міністра оборони СРСР. З вересня 1991 у відставці. | (грудень 1988 — 23 серпня 1991)       |
| 11 |      | Лобов Володимир Миколайович (22 липня 1935)                              | Генерал армії            | Генерал армії. У Радянській армії з 1954. З 1954 на строковій службі в артилерійському полку гірсько-стрілецької дивізії Туркестанського військового округу. У 1959 закінчив Рязанське артилерійське училище, залишений в ньому командиром взводу курсантів. У 1960 направлений до Ракетних військ стратегічного призначення СРСР, служив техніком в ракетній частини в Читинській області до 1964. У 1967 закінчив Військову академію імені М. В. Фрунзе, командир мотострілецького батальйону в Групі радянських військ у Німеччині. У серпні 1968 брав участь у вторгненні до Чехословаччини. З 1969 — начальник штабу, а з 1970 року — командир мотострілецького полку в Групі радянських військ у Німеччині. З 1973 командир навчальної мотострілецької дивізії в Ленінградському військовому окрузі. З 1975 — командир 26-го армійського корпусу в Архангельську. У 1979 закінчив Військову академію Генерального штабу. З 1979 — командувач 28-ї загальновійськової армії в Білоруському військовому окрузі. З жовтня 1981 — перший заступник командувача військами Ленінградського військового округу. З червня 1984 — командувач військами Середньоазійського військового округу. З січня 1987 року — перший заступник начальника Генерального штабу ЗС СРСР. З лютого 1989 року — перший заступник начальника Генерального штабу ЗС СРСР — начальник штабу Об'єднаних Збройних Сил держав — учасниць Варшавського договору. З липня 1991 року — начальник Військової академії імені М. В. Фрунзе. 25 серпня 1991 після провалу ДКНС був призначений начальником Генерального штабу ЗС СРСР. З березня 1994 у відставці. | (25 серпня 1991 — 25 грудня 1991)     |